# Diócesis de Valença
La diócesis de Valença (en latín: Dioecesis Valentina in Brasilia y en portugués: Diocese de Valença) es una circunscripción eclesiástica latina de la Iglesia católica en Brasil, sufragánea de la arquidiócesis de San Sebastián de Río de Janeiro. La diócesis tiene al obispo Nelson Francelino Ferreira como su ordinario desde el 12 de febrero de 2014. 

## Territorio y organización
La diócesis tiene 3996 km² y extiende su jurisdicción sobre los fieles católicos de rito latino residentes en 8 municipios del estado de Río de Janeiro: Valença, Comendador Levy Gasparian, Paraíba do Sul, Paty do Alferes, Rio das Flores, Sapucaia, Três Rios y Vassouras, y una parte del municipio de Miguel Pereira.
La sede de la diócesis se encuentra en la ciudad de Valença, en donde se halla la Catedral de Nuestra Señora de la Gloria.
En 2020 en la diócesis existían 26 parroquias.

## Historia
La diócesis fue erigida el 27 de marzo de 1925 con la bula Ex Apostolico officio del papa Pío XI, obteniendo el territorio de la diócesis de Barra do Piraí (hoy diócesis de Barra do Piraí-Volta Redonda).
El 26 de marzo de 1960 cedió una parte de su territorio para la erección de la diócesis de Nova Friburgo mediante la bula Quandoquidem verbis del papa Juan XXIII.

## Estadísticas
De acuerdo al Anuario Pontificio 2021 la diócesis tenía a fines de 2020 un total de 253 900 fieles bautizados.
| Año                                                                             | Población            | Población | Población      | Sacerdotes | Sacerdotes    | Sacerdotes    | Bautizados por sacerdote | Diáconos permanentes | Religiosos | Religiosos | Parroquias |
| Año                                                                             | Bautizados católicos | Total     | % de católicos | Total      | Clero secular | Clero regular | Bautizados por sacerdote | Diáconos permanentes | Varones    | Mujeres    | Parroquias |
| ------------------------------------------------------------------------------- | -------------------- | --------- | -------------- | ---------- | ------------- | ------------- | ------------------------ | -------------------- | ---------- | ---------- | ---------- |
| 1950                                                                            | 150 000              | 151 000   | 99.3           | 22         | 10            | 12            | 6818                     |                      | 20         | 110        | 17         |
| 1965                                                                            | 40 000               | 180 000   | 22.2           | 32         | 18            | 14            | 1250                     |                      |            | 212        | 17         |
| 1968                                                                            | 120 000              | ?         | ?              | 15         | 15            | ?             | 8000                     |                      | ?          | 131        | 18         |
| 1976                                                                            | 180 000              | 225 000   | 80.0           | 25         | 13            | 12            | 7200                     |                      | 12         | 126        | 18         |
| 1980                                                                            | 208 000              | 235 000   | 88.5           | 13         | 13            |               | 16 000                   | 1                    | 1          | 130        | 22         |
| 1990                                                                            | 259 000              | 286 000   | 90.6           | 23         | 12            | 11            | 11 260                   |                      | 11         | 78         | 24         |
| 1999                                                                            | 232 300              | 333 500   | 69.7           | 22         | 13            | 9             | 10 559                   |                      | 10         | 100        | 26         |
| 2000                                                                            | 252 306              | 354 451   | 71.2           | 25         | 15            | 10            | 10 092                   |                      | 11         | 80         | 26         |
| 2001                                                                            | 243 080              | 353 547   | 68.8           | 23         | 13            | 10            | 10 568                   |                      | 11         | 105        | 26         |
| 2002                                                                            | 244 830              | 348 200   | 70.3           | 22         | 12            | 10            | 11 128                   |                      | 11         | 110        | 26         |
| 2003                                                                            | 222 435              | 296 580   | 75.0           | 22         | 11            | 11            | 10 110                   |                      | 12         | 105        | 26         |
| 2004                                                                            | 247 550              | 330 358   | 74.9           | 22         | 12            | 10            | 11 252                   |                      | 14         | 103        | 26         |
| 2010                                                                            | 267 500              | 369 000   | 72.5           | 26         | 15            | 11            | 10 288                   |                      | 11         | 80         | 26         |
| 2014                                                                            | 279 000              | 386 000   | 72.3           | 29         | 18            | 11            | 9620                     |                      | 16         | 71         | 26         |
| 2017                                                                            | 248 539              | 389 240   | 63.9           | 29         | 21            | 8             | 8570                     |                      | 16         | 64         | 26         |
| 2020                                                                            | 253 900              | 398 120   | 63.8           | 28         | 19            | 9             | 9067                     |                      | 11         | 79         | 26         |
| Fuente: Catholic-Hierarchy, que a su vez toma los datos del Anuario Pontificio. |                      |           |                |            |               |               |                          |                      |            |            |            |

## Episcopologio
- André Arcoverde de Albuquerque Cavalcanti † (1 de mayo de 1925-8 de agosto de 1936 nombrado obispo de Taubaté)
  - Sede vacante (1936-1938)
- René de Pontes † (13 de octubre de 1938-2 de abril de 1940 falleció)
- Rodolfo das Mercés de Oliveira Pena † (3 de enero de 1942-9 de diciembre de 1960 renunció[6])
- José Costa Campos † (9 de diciembre de 1960-26 de marzo de 1979 nombrado obispo de Divinópolis)
- Amaury Castanho † (30 de noviembre de 1979-3 de mayo de 1989 nombrado obispo coadjutor de Jundiaí)
- Elias James Manning, O.F.M.Conv. † (14 de marzo de 1990-12 de febrero de 2014 retirado)
- Nelson Francelino Ferreira, desde el 12 de febrero de 2014